# Rino Serri
Rino Serri (Casina, 23 gennaio 1933 – Roma, 6 aprile 2006) è stato un politico italiano.

## Biografia
Fin da giovane appassionato alla politica, a metà degli anni cinquanta è responsabile per la provincia reggiana della Federazione Giovanile Comunista Italiana. Nel 1957 entra nel Comitato Centrale della FGCI e dal 3 ottobre 1960 al 29 ottobre 1962 ne è il segretario nazionale.
Dal 1963 al 1969 nel PCI è segretario provinciale di Reggio Emilia. Dal 4 gennaio 1965 al 1970 è consigliere comunale a Reggio Emilia.
Dal 1983 al 1989 ha ricoperto anche la carica di presidente nazionale dell'ARCI.
Negli anni Settanta diventa segretario regionale del PCI in Veneto e nel 1979 fa il suo ingresso alla Camera, dove rimarrà fino al 1987, quando diventerà senatore.
Si oppone allo scioglimento del PCI e il 3 febbraio del 1991 è tra i padri fondatori di Rifondazione Comunista. Non viene eletto alle elezioni del 1992, mentre nel 1994 torna a coprire la carica di senatore. Nel 1995 entra in attrito col suo partito e ne esce fondando con altri il Movimento dei Comunisti Unitari (MCU). Nel 1998 aderisce con il MCU ai Democratici di Sinistra.
Nel 1996 diviene sottosegretario agli Esteri del governo Prodi I. Qui si occupa soprattutto dei paesi del corno d'Africa e nel 2000 è mediatore per conto dell'Unione europea per riconciliare Etiopia ed Eritrea, cosa che avverrà con l'accordo di Algeri. Mantiene la carica di sottosegretario anche nei due governi D'Alema e poi nel governo Amato II, rimanendo quindi in carica fino al 2001.
Muore il 6 aprile 2006 all'età di 73 anni.